# Enon (Virginia)
Enon ist ein census-designated place (CDP) im Chesterfield County im mittleren Osten des US-Bundesstaats Virginia.
Enon, mit dem Zip Code 23836 hatte 2010 eine Einwohneranzahl von 3466 gemeldeten Bewohnern. Nach den Angaben des United States Census setzt sich die Bevölkerung zusammen aus 76,74 Prozent Weißen, 17,77 Prozent Afroamerikanern, 0,33 Prozent amerikanischen Ureinwohnern, 2,37 Prozent Asiaten, 0,04 Prozent Bewohnern aus dem pazifischen Inselraum und 1,34 Prozent aus anderen ethnischen Gruppen; 1,41 Prozent stammten von zwei oder mehr Ethnien ab. 2,93 Prozent der Bevölkerung sind spanischer oder lateinamerikanischer Abstammung.
Das U.S. Census Bureau hat bei der Volkszählung 2020 eine Einwohnerzahl von 4075 ermittelt.
Wirtschaftlich geprägt ist der Ort durch die Ansiedlung großer Unternehmen, wie Meadowville Technology Center, das Northrop Grumman-Center und das Fulfillment Center von Amazon.com. Verkehrstechnisch ist Enon über die Virginia State Route 10 mit der Hauptstadt Richmond und anderen Orten verbunden.